# L'Homme à tout faire (film, 1964)
Pour les articles homonymes, voir L'Homme à tout faire.
Pour plus de détails, voir Fiche technique et Distribution.
L'Homme à tout faire (titre original : Roustabout) est un film américain réalisé par John Rich, sorti en 1964.
Le film a pour vedette principale Elvis Presley. Sa bande originale, parue sous le titre Roustabout, a remporté un grand succès.

## Synopsis
Charlie Rogers, jeune chanteur rebelle, sillonne les États-Unis au guidon de sa moto. Un jour, il s'arrête dans une petite ville et décroche un travail temporaire dans un club. Au rythme de ses chansons, l'endroit devient très vite un endroit où tout le monde se presse.

## Fiche technique
- Titre : L'Homme à tout faire
- Titre original : Roustabout
- Réalisation : John Rich
- Scénario : Anthony Lawrence et Allan Weiss d'après une histoire de Allan Weiss
- Photographie : Lucien Ballard
- Musique : Joseph J. Lilley
- Numéro musicaux : Earl Barton
- Direction artistique : Hal Pereira et Walter H. Tyler
- Costumes : Edith Head
- Montage : Warren Low
- Production : Hal B. Wallis
- Société de production : Hal Wallis Productions
- Société de distribution : Paramount Pictures
- Pays d'origine :  États-Unis
- Langue : anglais
- Format : Couleur (Technicolor)
- Genre : Drame ; Musical
- Durée : 101 minutes
- Dates de sortie : 
  - États-Unis : 11 novembre 1964
  - France : 30 décembre 1964[1]

## Distribution
- Elvis Presley (V.F : Michel Roux) : Charlie Rogers
- Barbara Stanwyck (V.F : Lita Recio) : Maggie Morgan
- Joan Freeman (en) (V.F : Michèle André) : Cathy Lean
- Leif Erickson  (V.F : André Valmy) : Joe Lean
- Sue Ane Langdon : Madame Mijanou
- Pat Buttram (V.F : Serge Nadaud) : Harry Carver
- Joan Staley : Marge
- Dabbs Greer (V.F : Jean Berger) : Arthur Nielsen
- Steve Brodie (V.F : Pierre Garin) : Fred
- Norman Grabowski (V.F : Pierre Trabaud) : Sam
- Jack Albertson (V.F : Philippe Dumat) : Lou
- Jane Dulo : Hazel
- Joel Fluellen : Cody Marsh
- Billy Barty (V.F : Fred Pasquali) : Billy le nain
- Ray Kellogg (V.F : Pierre Collet) : Ernie
- Lester Miller (V.F : Maurice Dorléac) : Bernard Lewis, le cracheur de feu
- Toby Reed (V.F : Philippe Mareuil) : Dick
- K.L. Smith (V.F : Jean Violette) : le shérif

Acteurs non-crédités :
- Marianna Hill : Viola
- Richard Kiel : L'homme aux haltères
- Raquel Welch : Une collégienne